# Copa Constitució 2002-2003
La Copa Constitució 2002-2003 è stata la 11ª edizione della Coppa di Andorra di calcio, disputato tra il 16 marzo ed il 1º giugno 2003. Il FC Santa Coloma ha vinto il trofeo per la terza volta.

## Primo turno
Gli incontri si disputarono il 16 marzo 2003
| Squadra 1                | Risultato | Squadra 2                 |
| ------------------------ | --------- | ------------------------- |
| Lusitanos B              | 0 - 11    | UE Engordany              |
| Santa Coloma B           | 1 - 2     | Casa Estrella del Benfica |
| Principat B              | 3 - 5     | Deportivo La Massana      |
| Sporting Club d'Escaldes | 3 - 7     | Atlètic Club d'Escaldes   |

## Secondo turno
Gli incontri si disputarono l'11 maggio 2003
| Squadra 1                 | Risultato | Squadra 2     |
| ------------------------- | --------- | ------------- |
| Deportivo La Massana      | 0 - 4     | FC Lusitanos  |
| UE Engordany              | 5 - 0     | FC Rànger's   |
| Atlètic Club d'Escaldes   | 0 - 1     | UE Extremenya |
| Casa Estrella del Benfica | 1 - 3     | CE Principat  |

## Quarti di finale
Gli incontri si disputarono il 18 maggio 2003
| Squadra 1     | Risultato | Squadra 2             |
| ------------- | --------- | --------------------- |
| FC Lusitanos  | 1 - 0     | FC Encamp             |
| UE Engordany  | 0 - 6     | FC Santa Coloma       |
| UE Extremenya | 3 - 6     | Inter Club d'Escaldes |
| CE Principat  | 0 - 3     | UE Sant Julià         |

## Semifinale
Gli incontri si disputarono il 23 maggio 2003
| Squadra 1     | Risultato | Squadra 2             |
| ------------- | --------- | --------------------- |
| FC Lusitanos  | 0 - 1     | FC Santa Coloma       |
| UE Sant Julià | 6 - 1     | Inter Club d'Escaldes |

## Finale
La finale si giocò il 1º giugno 2003
| Aixovall 1º giugno 2003 | FC Santa Coloma | 5 – 3 | UE Sant Julià | Estadi Comunal d'Aixovall |